# Кісляк Сергій Іванович
Сергій Іванович Кісляк (рос. Сергей Иванович Кисляк; нар. 7 вересня 1950) — радянський та російський дипломат, українець за походженням. Надзвичайний і повноважний посол Російської Федерації в Сполучених Штатах Америки (2008-2017). Широко та скандально відомий у світі своєю ключовою роллю в історії таємного вербуванні путінським режимом членів команди президента США Дональда Трампа.

## Життєпис
Народився 7 вересня 1950 року в Україні[уточнити]. У 1973 році закінчив Московський інженерно-фізичний інститут, а в 1977 році — Всесоюзну академію зовнішньої торгівлі. Володіє англійською і французькою мовами.
З 1977 року на дипломатичній роботі. Обіймав різні посади в центральному апараті МЗС СРСР і за кордоном.
У 1981—1985 рр. — другий секретар Постійного представництва СРСР при ООН в Нью-Йорку.
У 1985—1989 рр. — перший секретар, радник Посольства СРСР в США.
У 1989—1991 рр. — заступник директора Департаменту міжнародних організацій МЗС СРСР.
У 1991—1993 рр. — заступник директора Департаменту з міжнародного наукового та технічного співробітництва МЗС СРСР, МЗС Росії.
У 1993—1995 рр. — директор Департаменту з міжнародного наукового та технічного співробітництва МЗС Росії.
У 1995—1998 рр. — директор Департаменту з питань безпеки та роззброєння МЗС Росії, член Колегії МЗС Росії.
З 25 лютого 1998 по 4 липня 2003 рр. — Надзвичайний і повноважний посол Російської Федерації в Бельгії. і за сумісництвом постійний представник РФ при НАТО (до 11 березня 2003 року)
З 4 липня 2003 по 26 липня 2008 рр. — заступник Міністра закордонних справ РФ.. Відповідав за відносини з країнами Америки, питання міжнародної безпеки і роззброєння, участь РФ у «Вісімці».
З 26 липня 2008 року — Надзвичайний і повноважний посол Російської Федерації в Сполучених Штатах Америки, постійний спостерігач Російської Федерації при Організації американських держав в Вашингтоні, США, за сумісництвом.
Посол Сергій Кисляк проводив неофіційні розмови з Майклом Флінном, що мали місце 29 грудня 2016. На початку лютого 2017 року Міністерство юстиції США попередило адміністрацію Президента, що генерал Флінн ввів в оману посадових осіб адміністрації щодо його комунікацій з російським послом, і що він є «потенційно вразливим для шантажу з боку Росії», що призвело до відставки радника президента США Майкла Флінна. А згодом і генеральний прокурор Джефф Сешнс визнав факт двох розмов, про які він раніше не повідомив на слуханні перед вступом на посаду. Посол Кисляк зустрічався також і з зятем та радником Дональда Трампа — Джаредом Кушнером.

## Відставка
На тлі політичного скандалу та розслідування спеціально призначеним мінюстом прокурором США зв'язків американських політиків з путінським режимом та безпосередньо з Кисляком, 27 червня 2017 його було відізвано з посади посла РФ у США. Він перебував на цій посаді в три рази довше, ніж в середньому проводить в Америці іноземний посол.
Раніш повідомлялося, що Кисляк має відправитися у Нью-Йорк, щоб очолити російську делегацію в ООН замість померлого посла Чуркіна.
Як було вказано в офіційному запрошенні на прощавальний прийом з приводу від'їзду Кисляка до Москви, організований «Американо-російською бізнес-радою» у вашингтонському готелі «St. Regis Hotel»: «Кісляк був надійним і чуйним співрозмовником американських ділових кіл».

## Санкції
Сергій Кісляк — Член Ради Федерації, який ратифікував рішення уряду «Договір про дружбу, співробітництво і взаємодопомогу між Російською Федерацією та Донецькою Народною Республікою та між Російською Федерацією та Луганською Народною Республікою». Кісляк є підсанкційною особою багатьох країн.